# Verdienstorden der Preußischen Krone

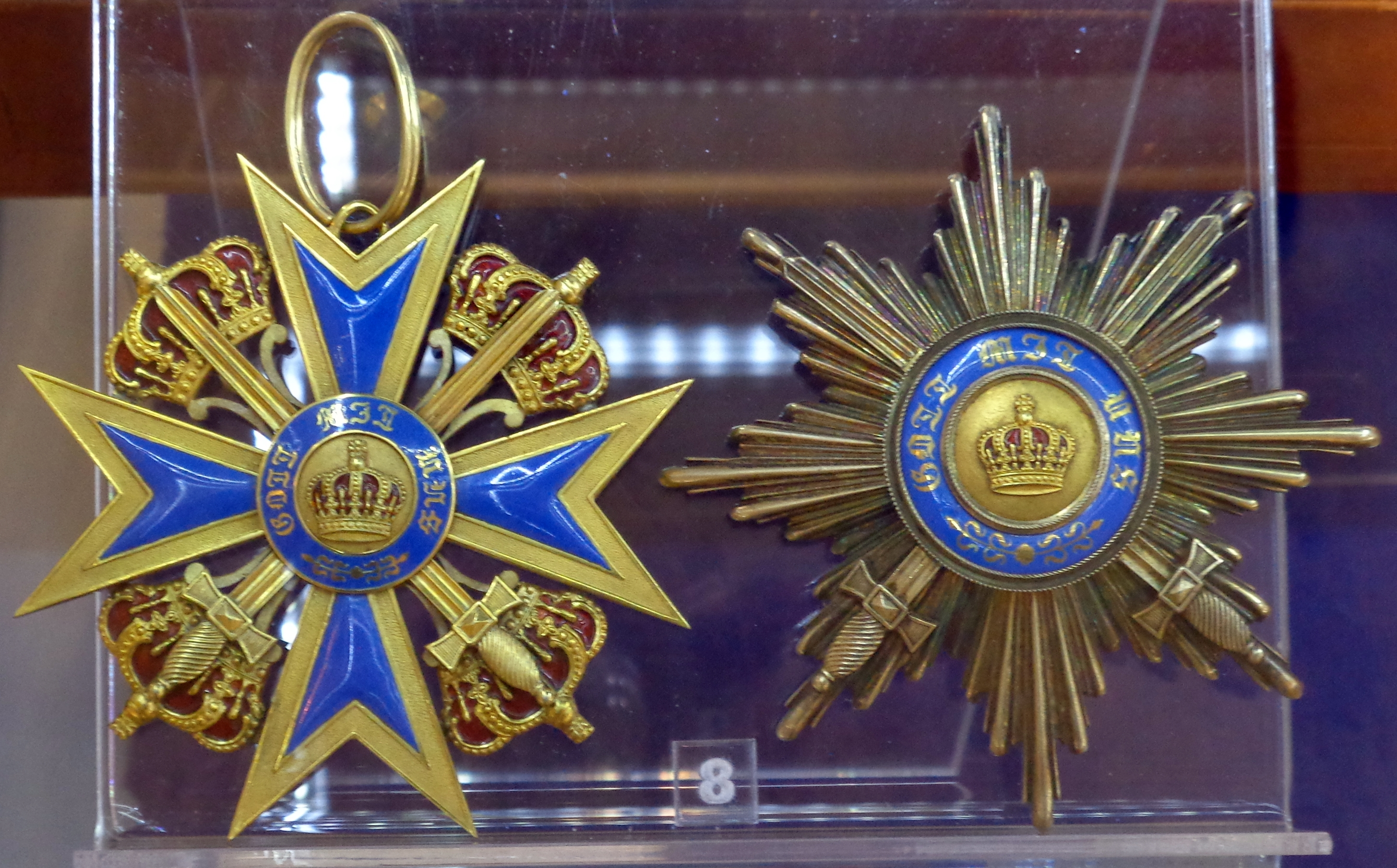
Verdienstorden der Preußischen Krone mit Schwertern

Der Verdienstorden der Preußischen Krone wurde am 18. Januar 1901 durch König Wilhelm II. von Preußen aus Anlass des zweihundertjährigen Jubiläums des Königreichs Preußen gestiftet und für außergewöhnliche Verdienste verliehen. Er rangierte direkt hinter dem Schwarzen Adlerorden und vor dem Roten Adlerorden.

## Ordensklassen
Die Stiftung erfolgte in nur einer Klasse und besteht aus einem Ordenszeichen und einem Bruststern. Für Militärverdienste war eine Verleihung auch mit gekreuzten Schwertern durch die Kreuzwinkel möglich. Außerdem konnte die Dekoration mit Brillanten zur Verleihung kommen.

## Ordensdekoration
Das Ordenszeichen ist ein aus 18-karätigem Gold gefertigtes blau emailliertes Malteserkreuz mit einem gekörnten Rand. In den Kreuzwinkeln die von einer emaillierten Königskrone überragte Initiale W II (Wilhelm II). Im aufgelegten Medaillon ist eine rot emaillierte goldene Krone zu sehen, die von einem blau emaillierten Reif mit der goldenen Inschrift GOTT MIT UNS umschlossen ist. Rückseitig die verschlungenen Initialen W II I R (Wilhelm II Imperator Rex) und umlaufend Den 18. Januar 1901 (Stiftungsdatum).
Der Bruststern ist achtstrahlig und zeigt mittig das bereits beschriebene Medaillon des Avers.

## Trageweise

Ordensband

Getragen wurde die Auszeichnung an einem himmelblauen Schulterband mit goldenen Seitenstreifen von der rechten Schulter zur linken Hüfte sowie mit dem Bruststern auf der linken Seite.

## Verleihungen
Der Orden wurde lediglich 57 Mal verliehen. Der General Konrad Ernst von Goßler war die einzige Person, die die Auszeichnungen in beiden Abteilungen erhielt.

### Träger
- König Wilhelm II. von Preußen am 18. Januar 1901
- Prinz Albrecht von Preußen, Regent des Herzogtums Braunschweig am 18. Januar 1901
- Walter Freiherr von Loë, preußischer Generaloberst der Kavallerie und Generaladjutant am 18. Januar 1901
- Wladimir Nikolajewitsch Graf Lamsdorf, russischer Minister für auswärtige Angelegenheiten am 21. September 1901
- Paul Graf von Hatzfeldt-Wildenburg, deutscher Botschafter in London am 8. November 1901
- Mehmed Said Pascha, osmanischer Großwesir am 24. Mai 1902
- Vajiravudh, Kronprinz von Siam am 11. Juni 1902
- Giulio Prinetti, italienischer Außenminister am 15. September 1902
- Otto von Strubberg, preußischer General der Infanterie am 21. Oktober 1902
- Hermann Fürst von Hatzfeldt-Trachenberg, preußischer Oberpräsident der Provinz Schlesien am 22. Juni 1903
- Konrad Ernst von Goßler, preußischer Generalleutnant am 14. August 1903
- Arthur von Bolfras, österreichischer Feldzeugmeister und Generaladjutant am 18. September 1903
- Alexander Graf von Uexküll-Gyllenband, österreichischer General der Kavallerie und Kommandeur des 2. Korps am 18. September 1903
- Hugo Graf von Abensperg und Traun, österreichischer Oberst-Kämmerer am 19. September 1903
- Károly Graf Khuen-Héderváry, ungarischer Ministerpräsident am 19. September 1903
- Frank Lascelles, britischer Botschafter in Berlin am 30. Juni 1904
- Damat Ferid Pascha, osmanischer Großwesir am 24. September 1904
- Eberhard zu Solms-Sonnenwalde, preußischer Botschafter a. D. am 18. Oktober 1904
- Albert von Mischke, preußischer General der Infanterie und Generaladjutant am 18. Oktober 1904
- Ernst von der Planitz, preußischer General der Kavallerie und Generalinspekteur der Kavallerie am 1. Mai 1905
- Alexander Petrowitsch Strukoff, russischer General der Kavallerie und Generaladjutant am 4. Juni 1905
- August Graf zu Eulenburg, preußischer Staatsminister am 2. Juli 1905
- Gustav Graf zu Castell-Castell, bayerischer Generalleutnant und Obersthofmeister am 14. November 1905
- Max Wladimir von Beck, österreichischer Ministerpräsident am 22. Juni 1906
- Sándor Wekerle, ungarischer Ministerpräsident am 22. Juni 1906
- Ferdinand Fiedler, österreichischer Feldzeugmeister und Kommandierender General des II. Armee-Korps am 7. Mai 1908
- Leopold Graf Gudenus, österreichischer Oberst-Kämmerer am 7. Mai 1908
- Bela Graf Cziráky von Czirák und Dénesfalva, österreichischer Obersthofmarschall am 7. Mai 1908
- Arvid Lindman, schwedischer Ministerpräsident am 3. August 1908
- Hemming Gadd, schwedischer General der Infanterie am 3. August 1908
- Max Clemens Lothar von Hausen, sächsischer General der Infanterie und Staatsminister am 10. September 1908
- Ahmed Tevfik Pascha, osmanischer Marschall am 10. September 1908
- Julius von Verdy du Vernois, preußischer General der Infanterie am 1. März 1909
- Pjotr Arkadjewitsch Stolypin, russischer Ministerpräsident am 17. Juni 1909
- Franz Conrad von Hötzendorf, Chef des österreichischen Generalstabes am 9. September 1909
- Franz Xaver von Schönaich, österreichischer General der Infanterie und Kriegsminister am 9. September 1909
- Carl von Horn, bayerischer General der Infanterie und Kriegsminister am 17. September 1909
- Wilhelm von Linden-Suden, preußischer General der Infanterie am 7. April 1911
- Hermann von Blomberg, preußischer General der Infanterie am 13. September 1911
- Georg von Kleist, preußischer General der Kavallerie am 6. April 1912
- Jules Greindl, belgischer Staatsminister am 24. Mai 1912
- Sergei Dmitrijewitsch Sasonow, russischer Außenminister am 4. Juli 1912
- Hans von Kirchbach, sächsischer General der Artillerie am 13. September 1912
- Katsura Tarō, japanischer Großsiegelbewahrer am 19. September 1912
- Peter von Wiedenmann, bayerischer General der Artillerie und Generaladjutant am 19. Dezember 1912
- Maximilian von Seinsheim, bayerischer Obersthofmeister am 19. Dezember 1912
- Victor von Podbielski, preußischer Staatsminister am 16. Juni 1913
- Walther von Moßner, preußischer General der Kavallerie am 16. Juni 1913
- Clemens von Delbrück, preußischer Staatsminister am 24. Juni 1914
- Ludwig von Hammerstein-Loxten, preußischer General der Infanterie am 12. Mai 1917
- Reinhold Kraetke, preußischer Staatssekretär des Reichspostamtes am 6. August 1917
- Paul von Ploetz, preußischer General der Infanterie am 13. März 1918

### Mit Schwertern
Fünf Verleihungen:
- Kanin, Prinz von Japan am 22. März 1906
- Ōyama Iwao, japanischer Marschall am 22. März 1906
- Karl Ludwig d’Elsa, sächsischer Generaloberst am 2. Januar 1917
- Konrad Ernst von Goßler, preußischer General der Infanterie am 10. Februar 1917
- Ernst von Hoiningen gen. Huene, preußischer General der Infanterie am 6. März 1917

### Mit Brillanten
Eine Verleihung
- Maximilian von Seinsheim, bayerischer Obersthofmeister am 15. Dezember 1913

## Sonstiges
Die Insignien waren nach dem Ableben des Inhabers rückgabepflichtig.